# Jane Jeppesen
Jane Jeppesen (* 9. Juni 1927 in Frederiksberg; † 8. Dezember 2017 in Kopenhagen) war eine dänische Schauspielerin.

## Leben und Wirken
Jane Jeppesen war die Tochter von Erik Jacob Jeppesen (1890–1964) und Birgitte Linnemann († 1953). Ihr Halbbruder aus der ersten Ehe ihres Vaters war der Schauspieler Jørn Jeppesen.
Sie absolvierte ihre Schauspielausbildung von 1947 bis 1951 an der Eleveskole des Königlichen Theaters Kopenhagen, wo sie im Jahr 1951 auch ihr Bühnendebüt als Darstellerin hatte. Sie war im Laufe ihrer Karriere vor allem am Theater tätig. So stand sie unter anderem auch am Folketeatret, Aarhus Teater, Aalborg-Theater, Gladsaxe-Theater, Frederiksberg-Theater, Helsingør Theater oder am Odense Teater auf der Bühne.
Jeppesen hatte nur zwei Auftritte in Film und Fernsehen. Im Jahr 1983 stand sie für den Film Kein schöner Land unter der Regie von Morten Arnfred und im Jahr 1997 für die Serie Taxa als Schauspielerin vor der Kamera.
Sie war vom 24. Mai 1955 bis zu seinem Tod im Jahr 2012 mit dem Schauspieler Gyrd Löfqvist verheiratet. Das Paar hatte keine Kinder und wohnte in Kopenhagen. Jeppesen starb am 8. Dezember 2017 im Alter von 90 Jahren.

## Filmografie
- 1983: Kein schöner Land
- 1997: Taxa (Fernsehserie)